# Distretto di Meriç
Il distretto di Meriç (in turco Meriç ilçesi) è uno dei distretti della provincia di Edirne, in Turchia.

## Amministrazioni
Oltre al centro di Meriç appartengono al distretto 2 comuni e 21 villaggi.

### Comuni
- Küplü
- Meriç (centro)
- Subaşı

### Villaggi
| - Adasarhanlı - Akçadam - Akıncılar - Alibey - Büyükaltıağaç - Hasırcıarnavutköy - Kadıdondurma | - Karahamza - Karayusuflu - Kavaklı - Küçükaltıağaç - Küpdere - Nasuhbey - Olacak | - Paşayenice - Rahmanca - Saatağacı - Serem - Umurca - Yakupbey - Yenicegörice |